# 细根茎薹草
细根茎薹草（学名：Carex radicina）是莎草科薹草属的植物。分布在中国大陆的江苏等地，多生在山坡林下，目前尚未由人工引种栽培。